# Cima (nautica)
Cima è il termine marinaresco per indicare genericamente una corda in fibra vegetale o sintetica presente a bordo di un'imbarcazione, prescindendo dalla sua funzione e di sezione contenuta entro 20 mm. 

## Descrizione
Una corda di sezione minore, come uno spago, viene detta sagola e utilizzata a bordo per scopi diversi come issare bandiere. Corde di diametro superiore alla cima sono le gòmene, utilizzate per  l'ormeggio, e i gherlini, di sezione più contenuta, utilizzati per rimorchio e tonneggio. In generale sulle navi mercantili tutte queste differenze di nomi non viene praticata e oltre al nome generico cima per corde piccole viene usato il nome di cavo per indicare corde di un certo diametro. I cavi vengono posizionati in genere sotto coperta per evitare che con il cattivo tempo il mare li porti via e vengono posizionati in coperta poco prima della manovra di attracco. Ognuno ha una propria postazione in base alla sua funzione. I cavi si suddividono ancora in cavi alla lunga che mantengono la nave ormeggiata alla banchina e gli spring che sono due e generalmente  di acciaio e che sono quelli che impediscono, con la loro collocazione contraria ai cavi alla lunga, alla nave di fare il movimento avanti e indietro lungo la banchina. Poi c'è il cavo di rimorchio che è sempre di fibra vegetale o sintetica  ma di una sezione più grande   che viene usato esclusivamente in caso di necessità per il rimorchio della nave stessa o di un'altra nave. La parola corda viene usata a bordo esclusivamente per il pezzo di cima legato al batacchio della campana che viene  generalmente suonata per segnalare la posizione della nave in caso di nebbia, quando la nave è all'ancora. Generalmente questa corda è fatta con cima intrecciata per un facile  e comodo maneggiamento.
Nelle imbarcazioni a vela si utilizzano, perlopiù con funzione di drizza,  anche cime pre-stirate; cioè corde di materiale tessile alle quali in sede di fabbricazione viene applicata una forte tensione allo scopo di impedire o ridurre allungamenti in esercizio.